# Regimento de Infantaria N.º 15

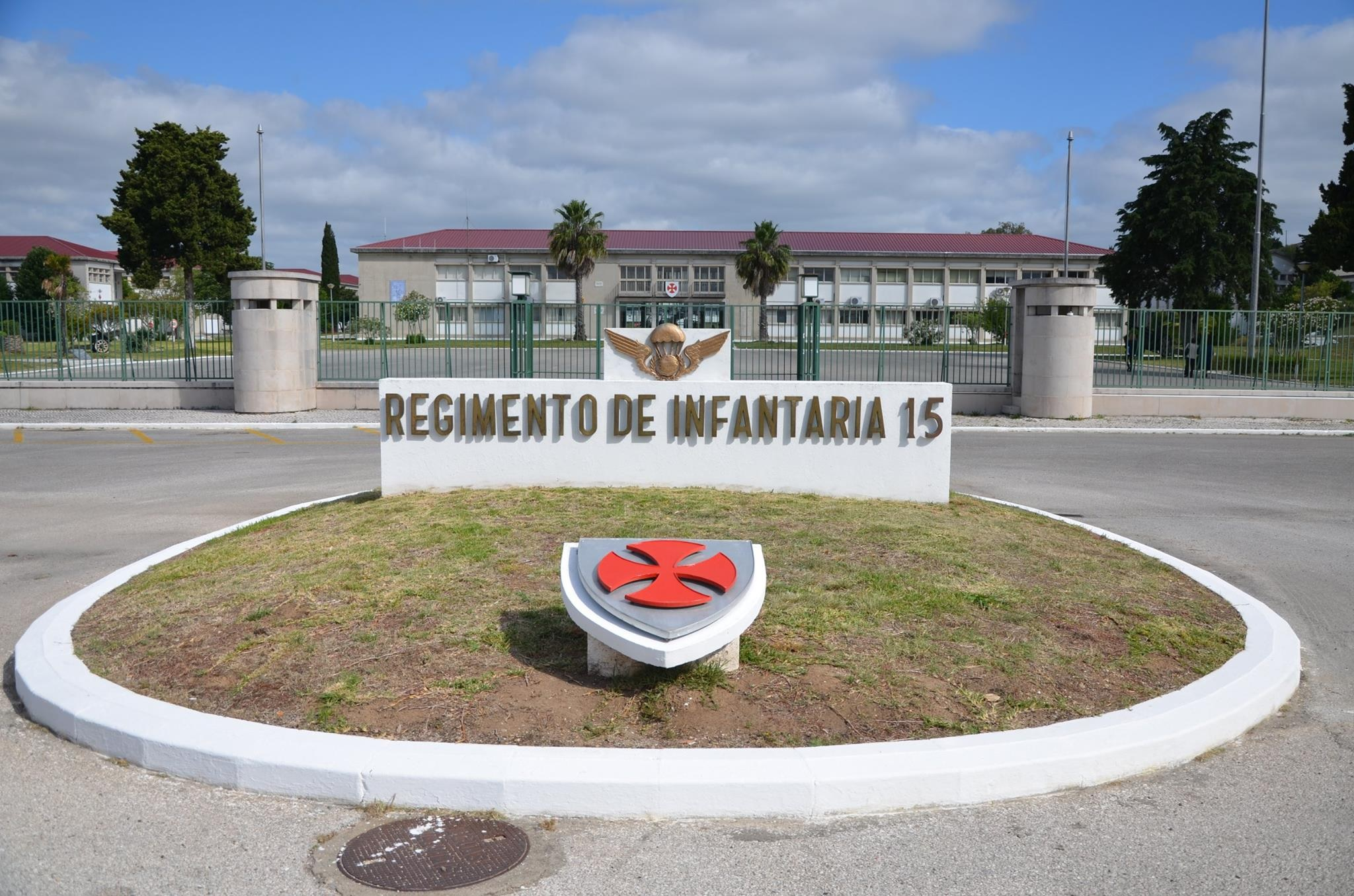
Entrada do RI 15.

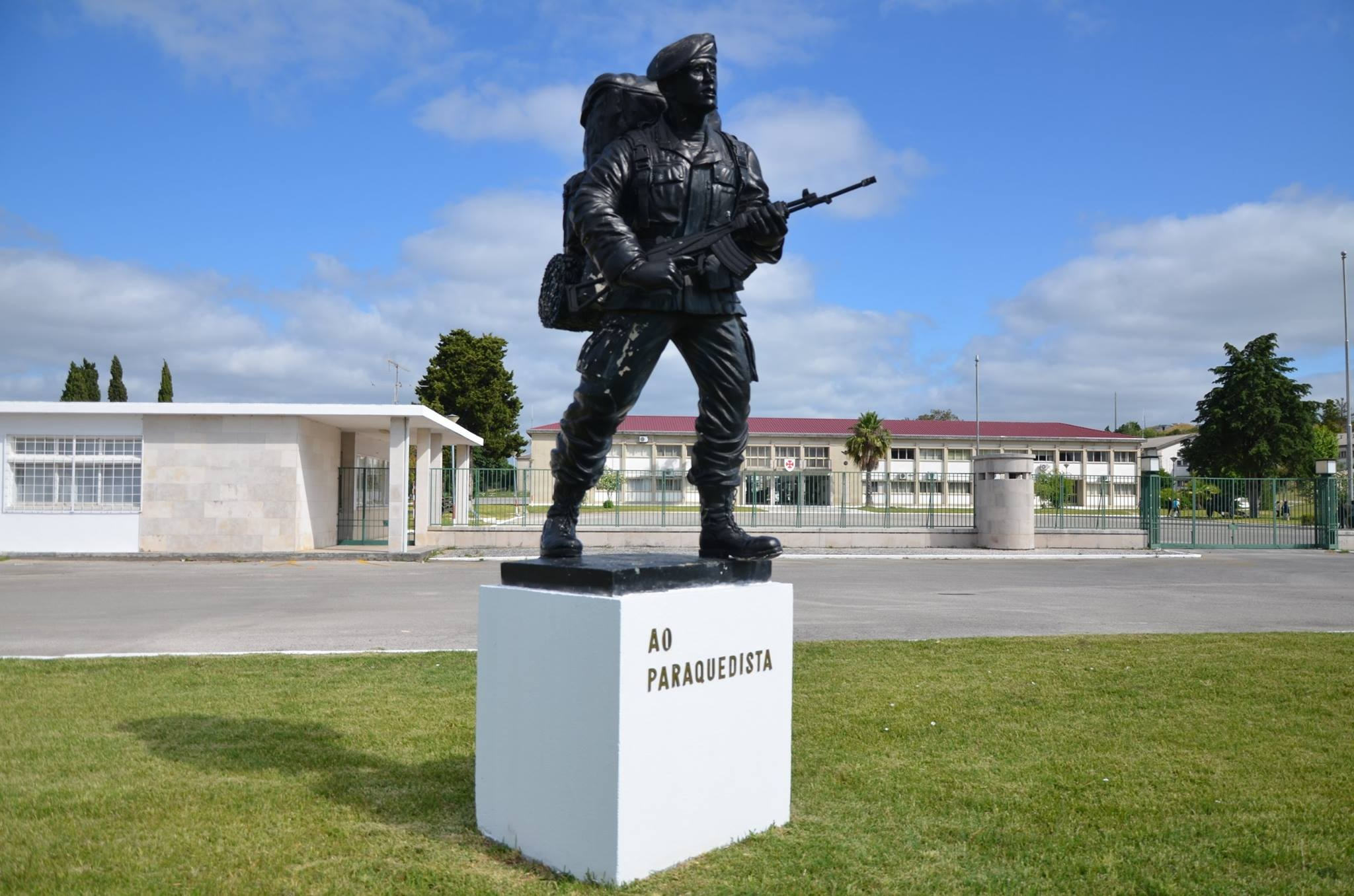
Monumento ao Paraquedista.

O Regimento de Infantaria N.º 15 (RI15) MHC • MHA é uma unidade da Estrutura Base do Exército, aquartelada em Tomar, actualmente com o encargo operacional de organizar, treinar e manter o 1.º Batalhão de Infantaria Paraquedista (1.º BIPara) da Brigada de Reacção Rápida.
O RI15 é uma das mais tradicionais unidades militares de Portugal e é a mais condecorada do Exército Português.
Atualmente, o Regimento de Infataria Nº15 (RI15) é comandado pelo Coronel de Infantaria José Manuel Tavares das Neves.

## História
O RI15 foi criado em 1762 com o nome de 2.º Regimento de Olivença, a partir do desdobramento, em duas unidades, do Regimento de Olivença, criado em 1641 como Terço de Olivença. Em 1806, o 2.º Regimento de Olivença passou a chamar-se Regimento de Infantaria N.º 15. Desde a sua criação, o regimento participou gloriosamente em todas as campanhas do Exército Português. Depois de ser instalado em diversas localidades, em 1901 a unidade aquartelou-se em Tomar onde ainda hoje se mantém.

### Cronologia:
1762 - Criação do 2.º Regimento de Olivença;
1806 - O 2.º Regimento de Olivença passa a denominar-se Regimento de Infantaria N.º 15;
1807 - As tropas napoleónicas ocupam Portugal. Parte do Exército Português é incorporada na Legião Portuguesa a ser enviada para França, sendo um dos seus batalhões formados por tropas do RI15. O batalhão legionário participa na campanha da Rússia, combatendo em Wagram, Smolensko, Moscovo e Berenzina;
1808-1814 - O regimento é reorganizado em Vila Viçosa participando nas campanhas da Guerra Peninsular integrado no Exército Anglo-Luso comandado primeiro pelo Marechal Beresford e, posteriormente, pelo Marechal Wellington. Sob comando do Coronel Barreto, o regimento destingue-se nas batalhas de Badajoz, Victória e San Sebastian.
1817 - O RI15 destaca um dos seus batalhões para o Brasil onde toma parte no movimento liberal do Rio de Janeiro;
1824-1833 - O RI15 toma parte na Guerra Civil entre liberais e absolutistas, do lado da causa liberal;
1834-1901 - O regimento sofre várias reorganizações e transferências de aquartelamento, localizando-se sucessivamente em Estremoz, Lagos, Évora e Faro até se instalar  em Tomar, onde ainda hoje se mantém;
1917-1918 - Por ocasião da 1ª Guerra Mundial, um batalhão do RI15 é integrado no Corpo Expedicionário Português enviado para França, onde combate na frente ocidental. O batalhão destaca-se na batalha de La Lys, recebendo a honra de passar a formar à direita de todas as outras unidades em formaturas militares;
1926-1939 - O RI15 aquartela-se novamente em Lagos, voltando a Tomar em 1939;
1941-1944 - Por ocasião da 2ª Guerra Mundial o RI15 destaca um batalhão expedicionário para Cabo Verde;
1961-1975 - O RI15 torna-se uma das maiores unidades mobilizadoras de tropas que combatem na Guerra do Ultramar. Os seus batalhões e companhias expedicionárias, sofrem um total de 637 mortos em combate;
1977 - O RI15 passa a ter o encargo operacional de organizar, treinar e manter o 1º Batalhão de Infantaria Motorizada da 1ª Brigada Mista Independente;
1977-1993 - O RI15 passa a chamar-se Regimento de Infantaria de Tomar (RIT), regressando à anterior denominação em 1993;
1998 - O RI15 passa a depender do Comando de Tropas Aerotransportadas, com o encargo operacional de organizar, treinar e manter o 1º Batalhão de Infantaria Aerotransportada (1ºBIAT);
2000 - O RI15 recebe também como encargo operacional o Batalhão de Apoio de Serviços da Brigada Aerotransportada Independente;
2001 - O 1ºBIAT passa a designar-se 1º Batalhão de Infantaria Paraquedista (1ºBIPara).
2006 - O RI15 passa a ser considerado uma unidade da Estrutura Base do Exército dependente da Brigada de Reacção Rápida, mantendo os mesmos encargos operacionais.
A 4 de Abril de 2002 foi feito Membro-Honorário da Ordem Militar de Avis e a 13 de Outubro de 2006 foi feito Membro-Honorário da Ordem Militar de Cristo.